# Leeds United
Leeds United (offiziell: Leeds United Football Club) – auch bekannt als The Whites (deutsch Die Weißen), The Peacocks (deutsch Die Pfauen) oder einfach nur United – ist ein professioneller Fußballverein aus der nordenglischen Stadt Leeds, die in der Grafschaft West Yorkshire liegt.
Leeds gewann unter anderem dreimal die englische Liga (1969, 1974, 1992) sowie jeweils einmal den FA Cup und den League Cup. In den 1960er- und 1970er-Jahren hatten sie ihre erfolgreichste Phase, so standen sie im Europapokal-Finale 1975 gegen FC Bayern München. Zu Beginn des neuen Jahrtausends bekam der Verein finanzielle Probleme und war bis zu seinem Wiederaufstieg in die Premier League 2020 für 16 Jahre aus dieser abwesend. Leeds United Football Club Limited ist zu 100 % im Besitz von 49ers Enterprises Global Football Group LLC, einem in Delaware eingetragenen Unternehmen. Im Mai 2024 stieg Red Bull als Minderheitsaktionär ein.

## Geschichte
Der Vorgängerverein von Leeds United, Leeds City, wurde 1904 gegründet, jedoch 1919 von der Football Association zur Auflösung gezwungen, da ihm illegale Zahlungen an Spieler während des Ersten Weltkriegs vorgeworfen wurden. Der heutige Verein Leeds United wurde noch im selben Jahr gegründet und bekam auch sofort vom Ligageschäftsführer J. Nicholson die Einladung sich der Midland Football League anzuschließen. Am 31. Oktober 1919 wurde der Verein aufgenommen und nahm den Platz der Leeds City Reserves ein. Der Klub Yorkshire Amateur bot Leeds United an, sein Spielgelände an der Elland Road abzutreten. Trainer von Leeds war zu dieser Zeit der ehemalige Spieler Dick Ray. Der Präsident von Huddersfield Town, Hilton Crowther, lieh Leeds United £35.000. Dieses Geld musste erst bei einem möglichen Aufstieg in die Football League First Division zurückgezahlt werden. Außerdem überredete er Arthur Fairclough, den Trainer des FC Barnsley, am 26. Februar 1920 Trainer bei United zu werden. Dick Ray wurde sein Assistent.
Am 31. Mai 1920 wurde Leeds United in die Second Division der Football League aufgenommen, und in den folgenden Jahren festigte der Verein dort seine Position. 1924 gelang der Aufstieg in die First Division. Der Aufenthalt in dieser Liga währte jedoch nur kurz und 1926/27 musste der Verein wieder absteigen. Damit endete auch die Trainertätigkeit von Arthur Fairclough und Dick Ray übernahm erneut diesen Posten. Bis zum Zweiten Weltkrieg stieg Leeds noch zweimal ab, schaffte aber jedes Mal sofort wieder den Aufstieg. Dick Ray beendete seine Trainertätigkeit am 5. März 1935 und wurde von Bill Hampson ersetzt, der 12 Jahre lang Trainer blieb.
In der Saison 1946/47 stieg Leeds United mit dem schlechtesten Punktestand seiner Vereinsgeschichte erneut ab. Trainer Hampson trat zurück, blieb aber noch acht Monate als Chefscout für den Verein tätig. Im April 1947 wurde daraufhin Willis Edwards Trainer. Er wurde aber schon nach einem Jahr zum Co-Trainer zurückgestuft und Frank Buckley übernahm den Trainerposten. 1948 löste Sam Bolton Ernest Pullan als Präsident des Vereins ab. Leeds blieb in der Second Division bis zur Saison 1955/56, in der sie in die First Division aufstiegen. Maßgeblichen Anteil am Aufstieg hatte der walisische Nationalspieler John Charles. Charles wollte aber nicht weiter bei einem unterklassigen Verein spielen, und der damalige Trainer Raich Carter konnte ihn nicht zum Bleiben überreden. Charles wurde für die Rekordsumme von £65.000 an Juventus Turin verkauft. Den Verlust dieses Schlüsselspielers konnte Leeds nicht kompensieren und die Mannschaft stieg 1959/60 erneut in die Second Division ab.
Im März 1961 verpflichtete der Verein Don Revie als Trainer. Er trat sein Amt unter widrigen Umständen an, da der Verein in finanziellen Schwierigkeiten war. Er bekam den Job deswegen, weil es sonst keine geeigneten Kandidaten gab, die man sich hätte leisten können. Revie galt als erster Technokrat unter Englands Trainern. Er fertigte akribisch Dossiers über jeden Gegenspieler und Schiedsrichter an und massierte seine Spieler selbst. Seine Trainingsmethoden machten Leeds United zur fittesten und technisch versiertesten Mannschaft der Liga. In der Saison 1961/62 konnte auch erst durch einen Sieg im letzten Spiel der Abstieg in die Third Division vermieden werden. Revie veränderte das Team grundlegend und schaffte 1963/64 den Aufstieg in die First Division, die heutige Premier League. Am Ende der Saison 1964/65 belegte man auf Anhieb den zweiten Platz und zog ins FA-Pokalfinale ein. Zwischen 1965 und 1974 erreichte Leeds dort immer einen Platz unter den ersten vier Vereinen. United wurde 1969 und 1974 englischer Meister, gewann 1972 den FA Cup, 1968 den League Cup sowie zwei Mal (1968 und 1971) den Messepokal. Trotz dieser Erfolge musste Leeds auch eine Reihe von Enttäuschungen hinnehmen. Der Verein wurde fünfmal Vizemeister, verlor dreimal im FA-Cup-Finale, einmal im Messepokalfinale (1967) und einmal im Endspiel des Europapokals der Pokalsieger (1973).
1974 verließ Trainer Revie die Mannschaft und wurde englischer Nationaltrainer. Er verstarb 1989. Brian Clough wurde überraschend sein Nachfolger, obwohl er bis dahin Revie und seine Taktik ständig kritisiert hatte. Die Mannschaft spielte schlecht unter Clough und er wurde bereits nach 44 Tagen wieder entlassen. Der ehemalige Kapitän der englischen Nationalmannschaft, Jimmy Armfield, übernahm daraufhin den Trainerposten. Armfield führte das überalterte Team 1975 noch bis ins Endspiel des Europapokals der Landesmeister in Paris gegen den FC Bayern München. Leeds spielte mit großer Härte und war weite Strecken überlegen, unterlag aber nach mehreren äußerst fragwürdigen Entscheidungen des französischen Schiedsrichters Kitabdjian mit 0:2. Wegen Ausschreitungen seiner Fans nach dem Spiel wurde der Verein von der UEFA für europäische Wettbewerbe auf vier Jahre gesperrt; die Sperre wurde später auf zwei Jahre ermäßigt. Zusammen mit seinem Co-Trainer Don Howe baute Armfield in der folgenden Saison die Mannschaft um, wodurch die großen Erfolge zunächst ausblieben. Leeds blieb aber auch in den nächsten Spielzeiten immer unter den ersten zehn Mannschaften der Liga. Der Vereinsvorstand hatte jedoch keine Geduld und ersetzte Armfield durch Jock Stein, der aber auch nur 44 Tage blieb, um danach die schottische Nationalmannschaft zu übernehmen.
Jimmy Adamson übernahm die Mannschaft, konnte aber den Niedergang nicht aufhalten. 1980 löste zwar Ex-Nationalspieler Allan Clarke den Trainer ab, konnte aber den Abstieg 1982 nicht verhindern. Eddie Gray übernahm daraufhin die Mannschaft und konzentrierte sich im Verein auf intensive Jugendarbeit statt auf Investitionen in teure Spieler. Dies brachte aber auch nicht den ersehnten Aufstieg und er musste 1985 gehen. Erneut wurde mit Billy Bremner ein früherer United-Star als Trainer verpflichtet, der die Jugendarbeit von Gray fortsetzte. Auch Bremner musste schnell feststellen, dass der Aufstieg auf diese Art schwer zu erreichen war. Trotzdem schaffte er es 1987 mit seiner Mannschaft in die Relegationsspiele um den Aufstieg, wo man aber Charlton Athletic in der Verlängerung unterlag. Im gleichen Jahr schaffte es Leeds auch bis ins Halbfinale des FA Cups, wo man gegen Coventry City ausschied.
Im Oktober 1988 wurde Bremner entlassen. Zu diesem Zeitpunkt stand die Mannschaft auf dem 21. Platz der Second Division. Sein Nachfolger Howard Wilkinson schaffte es, die Mannschaft vor dem Abstieg zu retten und in der Saison 1989/90 wieder in die First Division aufzusteigen. Unter seiner Führung belegte Leeds 1990/91 den vierten Tabellenplatz und wurde 1991/92 englischer Meister. Die nächste Saison endete allerdings in einem Desaster, als man schon früh in der UEFA Champions League ausschied und die Meisterschaftssaison auf dem 17. Tabellenplatz beendete. Die Erfolge blieben nun aus und der einzige mögliche Titel wurde 1996 im Ligacupfinale gegen Aston Villa verspielt.
1995/96 wurde Leeds 13. und als es in der nächsten Saison zu einer 0:4-Niederlage im Heimspiel gegen Manchester United kam, wurde die Zusammenarbeit mit Wilkinson beendet. George Graham übernahm das Traineramt. Grahams Verpflichtung war nicht unumstritten, da er gerade eine einjährige Sperre der Football Association verbüßt hatte, weil man ihm nachweisen konnte, Geld von einem Spielervermittler angenommen zu haben. Er schaffte es aber durch einige kluge Spielereinkäufe die Mannschaft in der Saison auf einen Platz zu führen, der zur Teilnahme am UEFA-Pokal berechtigte. Als Graham im Oktober 1998 Trainer von Tottenham Hotspur wurde, übernahm David O’Leary. Er integrierte einige junge Spieler und schaffte es, die Mannschaft auf den dritten Tabellenplatz zu bringen, der zur Teilnahme an der UEFA Champions League berechtigte. Unglücklicherweise wurde Leeds’ Image geschädigt, als die beiden Spieler Jonathan Woodgate und Lee Bowyer in eine Schlägerei verwickelt wurden, bei der ein asiatischer Student mit schweren Verletzungen ins Krankenhaus eingeliefert wurde. Im nachfolgenden Gerichtsprozess wurde Bowyer freigesprochen und Woodgate wegen Beteiligung an einer Schlägerei zu gemeinnütziger Arbeit verurteilt.

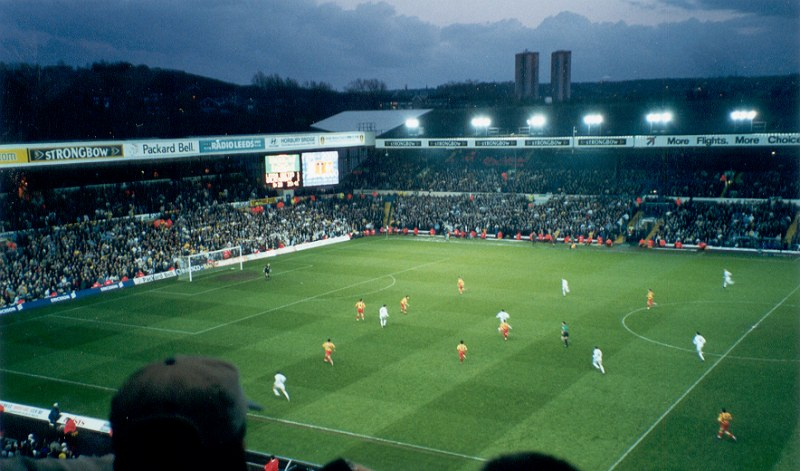
Die Elland Road beim Spiel gegen Galatasaray (April 2000)

Im UEFA Cup 1999/2000 erreichte Leeds sein erstes Halbfinale seit 25 Jahren. Gegner war der spätere Sieger Galatasaray Istanbul. Überschattet vom Tod zweier Leeds-Fans, die vor dem Spiel erstochen wurden, verlor United das Spiel im Ali-Sami-Yen-Stadion. Im Rückspiel erreichte Leeds lediglich ein Unentschieden und schied aus dem Wettbewerb aus. In Gedenken an den Vorfall wurde das dem Jahrestag nächste Spiel mit einer Gedenkminute begonnen.
Unter O’Learys Leitung schloss Leeds die nächsten Saisons unter den ersten fünf Mannschaften ab. Mit dem Erreichen des Halbfinals in der UEFA Champions League 2001 gegen den FC Valencia sollte zunächst aber der letzte Höhepunkt der Vereinsgeschichte erreicht worden sein. Danach begann der Niedergang.
Präsident Peter Ridsdale hatte Einnahmen durch Fernsehrechte an der UEFA Champions League fest einkalkuliert und hohe Kredite aufgenommen. Die Qualifikation wurde jedoch knapp verfehlt, sodass die Kredite nicht zurückgezahlt werden konnten und zwangsläufig der Star der Mannschaft Rio Ferdinand für 30 Millionen Pfund an Manchester United verkauft werden musste. Ridsdale wurde arg kritisiert, Trainer O’Leary entlassen und der frühere englische Nationaltrainer Terry Venables als Coach verpflichtet.
Die Mannschaft spielte weiterhin schlecht und weitere Spieler mussten verkauft werden, um die Schulden zu bezahlen, unter ihnen Jonathan Woodgate. Venables beschwerte sich bei Ridsdale, weil ihm versprochen worden war, dass Woodgate nicht verkauft würde. Es kam zu Streitigkeiten, die zu Venables Entlassung führten. Auch Ridsdale trat kurze Zeit später zurück und wurde durch den Wirtschaftsprofessor John McKenzie ersetzt.
Durch den neuen Trainer Peter Reid konnte der Abstieg am letzten Spieltag schließlich noch verhindert werden. Da die nächste Saison 2003/04 aber schlecht begann, wurde auch Reid nach kurzer Zeit durch den Interimstrainer Eddie Gray ersetzt, der das Team bis Saisonende trainierte. Gerald Krasner, ein Spezialist auf dem Gebiet der Insolvenz, übernahm mit einer Gruppe örtlicher Geschäftsleute den Verein und versuchte durch den Verkauf von Vereinsimmobilien und Spielern Geld in die leeren Kassen zu bringen. Aus diesem Grund konnte man das schlechte Abschneiden der Mannschaft in der Saison 2003/04 auch nicht dem Trainer Gray anlasten, da die meisten Spieler seiner Mannschaft verkauft wurden. Die Mannschaft stieg schließlich nach 14 Jahren aus der ersten Liga ab. Grays Nachfolger Kevin Blackwell hatte damit zu kämpfen, dass weiterhin Spieler verkauft oder umsonst abgegeben wurden, damit sie von der Gehaltsliste verschwanden. Am schwerwiegendsten für die Fans war der Verkauf von Publikumsliebling Alan Smith an Erzrivale Manchester United. Obwohl dieser bereit zum Verbleib gewesen wäre, wollte Leeds nicht auf eine Ablösesumme von sieben Millionen Pfund verzichten, und außer Manchester war kein Verein bereit, sie zu bezahlen. Vor allem, weil Smith in einem Interview auf die Frage, für welchen Verein er nie spielen könnte, mit „ManUnited“ antwortete, wurde er nach seinem Wechsel von vielen Fans als „Judas“ beschimpft. Schließlich musste im Herbst 2004 auch das Trainingsgelände für 4,2 Millionen Pfund verkauft werden. Schlusspunkt der Sanierungsversuche war der Verkauf des Vereins an Ken Bates für zehn Millionen Pfund.
Parallel zu den wirtschaftlichen Bemühungen stabilisierte Trainer Blackwell die Mannschaft durch Einkäufe von ablösefreien Spielern und moderaten Vertragsabschlüssen, so dass ein sicherer Mittelfeldplatz erreicht werden konnte. Die Saison 2005/06 beendete Leeds unter den ersten sechs der Tabelle und konnte an den Relegationsspielen um den Aufstieg teilnehmen. Dort verloren sie aber gegen den FC Watford. Am 10. September 2006 verkündete Kevin Blackwell, dass der Verein innerhalb eines Jahres schuldenfrei sein werde. Da die Saison aber schlecht begann, wurde der Vertrag mit Trainer Blackwell aufgelöst, und nach einem trainerlosen Monat wurde Dennis Wise verpflichtet. Mit einer Anzahl von ausgeliehenen Spielern schaffte er es, den Abstieg zu vermeiden.
Am Ende der Saison 2006/07 wurden dem Verein wegen finanzieller Unregelmäßigkeiten zehn Punkte abgezogen, wodurch das Team die Saison auf dem 24. und somit letzten Platz beendete. Durch den Abstieg war Leeds United ab der Saison 2007/08 zum ersten Mal in seiner langen Vereinsgeschichte drittklassig. Als außerdem der Verdacht aufkam, Club-Eigner Bates hätte den mit rund 51 Millionen Euro verschuldeten Verein über dubiose Geschäfte entschuldet und dann zurückgekauft, wurde gegen den Club eine zusätzliche Strafe in Form von 15 Punkten Abzug in der Folgesaison verhängt. Trotz des Handicaps des Punktabzugs spielte Leeds United in der Saison 2007/08 um den Aufstieg mit. Grundlage war eine Siegesserie zu Saisonbeginn. Letztlich gelang der fünfte Platz, der zur Teilnahme an den Play-offs berechtigte. Hier scheiterte die Mannschaft im Endspiel von Wembley knapp mit 0:1 an den Doncaster Rovers, nachdem das Team im Halbfinale noch den Ligakonkurrenten Carlisle United in Hin- und Rückspiel mit 1:2 und 2:0 hatte bezwingen können. Somit verbrachte Leeds United die Saison 2008/09 weiter in der Drittklassigkeit. Das Team spielte eine gute Saison und erreichte den vierten Rang. In den Playoffs zum Aufstieg in die Football League Championship scheiterte das Team im Halbfinale mit 0:1 (A) und 1:1 (H) am FC Millwall. Stattdessen stieg Scunthorpe United in die nächsthöhere Liga auf. Ein Jahr später schaffte Leeds United nach einem 2:1-Erfolg über die Bristol Rovers am 8. Mai 2010 als Tabellenzweiter schließlich die Rückkehr in die Football League.
Im Dezember 2012 kaufte GFH Capital, eine Tochtergesellschaft der bahrainischen Investmentbank Gulf Finance House, 100 % der Anteile an Leeds United.
Im April 2014 kaufte Massimo Cellino 75 Prozent von Leeds United. Cellino, dem auch der Serie-A-Klub Cagliari gehört, bezahlte mehr als 30 Millionen Pfund, wovon ein beträchtlicher Teil zur Tilgung der Schulden des Klubs verwendet wurde. Der bisherige Eigentümer Gulf Finance House hielt ŵeiter 25 % an United.
Im Mai 2015 unterzeichnete Uwe Rösler einen Zweijahresvertrag als Trainer des Zweitligisten. Der Traditionsclub hatte die vorangegangene Spielzeit auf dem 15. Tabellenplatz beendet. Bereits am 19. Oktober 2015 gab der Verein bekannt, dass er sich mit sofortiger Wirkung von Rösler trennt. Im September 2016 verkaufte Gulf Finance House die restlichen Anteile an Cellino.
Am 4. Januar 2017 erwarb Andrea Radrizzani 50 Prozent der Anteile von Massimilo Cellino an Leeds United. Am 23. Mai 2017 gab Andrea Radrizzani die 100-prozentige Übernahme von Leeds United bekannt. Er kaufte die verbleibenden 50 Prozent der Anteile des bisherigen Miteigentümers Massimo Cellino und übernahm damit den Verein vollständig.
Nach 16 Jahren Absenz gelang Leeds in der Saison 2019/20 der Aufstieg in die Premier League. Durch eine 1:2-Niederlage des Tabellenzweiten West Bromwich Albion bei Huddersfield Town am 17. Juli 2020 konnte Leeds, mit Teammanager Marcelo Bielsa, nicht mehr von einem der ersten beiden Plätze der Championship verdrängt werden und stand somit als erster Aufsteiger ins englische Oberhaus fest. Aufgrund der 0:1-Niederlage des FC Brentford bei Stoke City am 18. Juli 2020 wurde Leeds Meister der EFL Championship. In der ersten Premier League Saison seit 16 Jahren landete Leeds am Ende auf Rang 9 und sicherte sich somit souverän den Klassenerhalt. In der Saison 2022/23 stieg Leeds als 19. der Tabelle wieder ab.
Im Juni 2023, kurz vor dem Abstieg, verkaufte Andrea Radrizzani seinen Anteil an Leeds United für 170 Millionen Pfund an 49ers Enterprises, die Investmentsparte der San Francisco 49ers, die damit 100 % der Anteile besaßen. Sie erwarben bereits 2018 einen Anteil von 15 % an Leeds und erhöhten diesen bis 2021 auf 44 %. Haupteigentümer von 49ers Enterprise, mit 90 %, ist die Familie DeBartolo York (John und Denise DeBartolo York). Minderheitsaktionäre sind unter anderem Will Ferrell, Russell Crowe, Michael Phelps, Jordan Spieth und Justin Thomas.
Aus Gründen der Familienplanung wurde das rechtliche Haupteigentum an 49ers Enterprises und Leeds United selbst im März 2024 auf ihren Sohn John Edward (Jed) York übertragen.  Im Mai 2024 erwarb das Unternehmen Red Bull eine Minderheitsbeteiligung bei Leeds United und ist seit der Saison 2024/25 zudem Trikotsponsor.

## Erfolge
- Fußballmeister, 1969, 1974, 1992
  - Vizemeister: 1965, 1966, 1970, 1971, 1972
- Football League Second Division
  - Meister: 1924, 1964, 1990
- FA Cup
  - Sieger: 1972
  - Finalist: 1965, 1970, 1973
- League Cup
  - Sieger: 1968
  - Finalist: 1996
- FA Community Shield
  - Sieger: 1969, 1992
  - Finalist: 1974
- FA Youth Cup
  - Sieger: 1993, 1997
- EFL Championship
  - Meister: 2020, 2025
- Europapokal der Landesmeister
  - Finalist: 1975
- Europapokal der Pokalsieger
  - Finalist: 1973
- Messestädte-Pokal
  - Sieger: 1968, 1971
  - Finalist: 1967

## Europacupergebnisse
siehe: Leeds United/Europapokalstatistik

## Rekorde
- Höchster Heimsieg in einem Ligaspiel: 7. April 1934 – 8:0 gegen Leicester City (Football League First Division 1933/34)[12]
- Höchster Heimsieg im Europapokal: 17. September 1969 – 10:0 gegen Lyn Oslo (Hinspiel der 1. Runde im Europapokal der Landesmeister 1969/70)
- Höchster Heimsieg im FA Cup: 11. Januar 1930 – 8:1 gegen Crystal Palace (3. Runde im FA Cup 1929/30)
- Höchster Heimsieg im Football League Cup: 25. September 1963 – 5:1 gegen Mansfield Town (2. Runde im Football League Cup 1963/64)

## Aktuelles Wappen

Wappen zwischen 1984 und 1998

Obwohl der offizielle Vereinsname den Zusatz „AFC“ in sich trägt, zeigt das aktuelle Wappen das Kürzel „LUFC“, was die Abkürzung einer Bezeichnung „Leeds United Football Club“ suggeriert. Die vormaligen Vereinswappen hingegen hatten stets die korrekte Vereinsbezeichnung berücksichtigt.

## Stadion und Fans

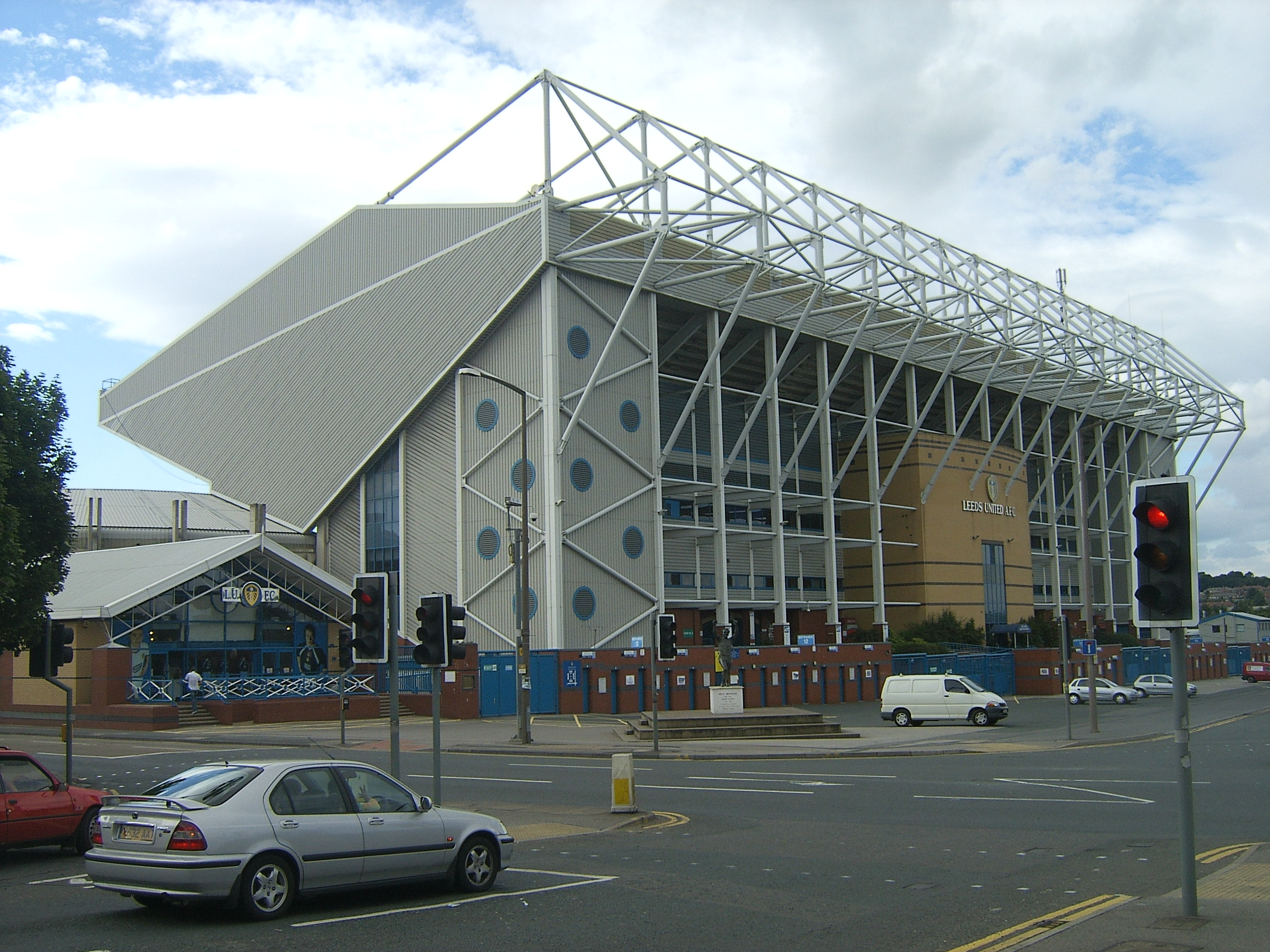
Die Elland Road

Ursprünglich gehörte das Stadiongelände dem Holbeck Rugby Club, der in der Northern Rugby League spielte, der Vorläuferin der Rugby Football League.
Einer der Spitznamen von Leeds United, The Peacocks (die Pfauen), leitet sich aus dem ursprünglichen Namen der Elland Road ab, der The Old Peacock Ground lautete. Der frühere Besitzer des Grundstücks, die Bentley’s Brauerei, hatte das Grundstück nach ihrem Pub The Old Peacock benannt, das dort heute noch existiert.
Als Leeds United gegründet wurde, gestattete der Stadtrat dem Verein, das Stadion zu mieten, bis er es sich finanziell erlauben könnte, es zu kaufen. Bis auf die Zeiträume von 1960 bis 1983 und 1997 bis 2004 gehörte das Stadion der Stadt.
Die Elland Road ist das zehntgrößte englische Stadion. Die modernste Tribüne ist die Osttribüne, auch Familientribüne genannt. Die freitragende Konstruktion wurde zur Saison 1992/93 eingeweiht und fasst 17.000 Zuschauer. Die Don Revie Tribüne wurde zu Beginn der Saison 1994/95 eröffnet und bietet nur knapp 7.000 Zuschauern Platz. Das Dach der Westtribüne beherbergt die Kommentatorenplätze und Metallbrücken für Fernsehtechniker.
Alex Ferguson äußerte einmal, dass das Stadion an der Elland Road eine der einschüchterndsten Atmosphären im europäischen Fußball hätte. Peter Reid sagte nach seiner Entlassung, dass er „in 30 Jahren noch nie eine derartige Unterstützung (der Fans) erlebt hatte, wie beim Spiel gegen Arsenal vor einigen Wochen. Die Fans in Leeds sind fantastisch.“ Auch zwei andere Trainer teilten seine Meinung. Als Leeds drittklassig wurde, sagte Trainer Blackwell, dass „die Fans ihnen überall hin folgen werden“. Und O’Leary äußerte, dass „dort ein unwahrscheinlich großer Kern von Fans besteht, die auch jetzt dem Klub die Treue halten werden.“ Diese Aussagen werden durch den für Drittligaverhältnisse hohen Zuschauerschnitt von 26.000 in der Saison 2008/09 bestätigt. Die durchschnittlichen Ticketpreise sind mit umgerechnet ca. 25 Euro Rekord für die Dritte Liga.
Das Stadion an der Elland Road wurde im Oktober 2004 an ein Leasingunternehmen verkauft. Der Verein sicherte sich aber für 25 Jahre ein Rückkaufsrecht, sollte er finanziell in die Lage kommen, das Stadion zurückzukaufen.
Die Fans von Leeds United identifizieren sich besonders stark mit ihrer Region Yorkshire, was in englischen Stadien recht ungewöhnlich ist. Der Schlachtruf „Yorkshire, Yorkshire“ ist auch als Kampfansage an die anderen in der Region ansässigen Klubs wie Sheffield Utd, Sheffield Wednesday und Hull City zu verstehen.
Die offizielle Website des Vereins ist nach der von Liverpool und Manchester United die am dritthäufigsten besuchte in England, was den nach wie vor enormen Zuspruch zum Verein unterstreicht.

## Musik
Im Jahr 1972 nahm die Mannschaft von Leeds United die Schallplatte Leeds United mit der B-Seite Leeds, Leeds, Leeds auf, die jedoch unter dem Titel Marching On Together wesentlich populärer ist. Sie erschien, als der Verein 1972 das FA-Cup-Finale bestritt, und erreichte Platz zehn der britischen Hitliste. Zur Meisterschaft 1992 und zum Wiederaufstieg 2010 war das Lied erneut in den Charts. Obwohl es nicht die offizielle Vereinshymne ist, wird Marching On Together vor jedem Heimspiel gespielt. Anders als bei anderen Fußballliedern, die ihre Texte auf existierende Melodien aufsetzen, ist dieses Lied von Les Reed und Barry Mason speziell für Leeds United komponiert worden.
Das Lied Strings for Yasmin von Tin Tin Out wird vor jedem Anstoß an der Elland Road gespielt, während das Lied Nightmare von Brainbug vor Beginn der zweiten Halbzeit zu hören ist.
Sehr beliebt ist auch der Song Glory Glory Leeds United, den Ronnie Hilton 1968 als Single veröffentlichte.

## Spieler

### Kader der Saison 2024/25
Stand: 23. Oktober 2024
| 01         | Frankreich              | Illan Meslier     | 2. März 2000  | 2019 |
| 21         | England                 | Alex Cairns       | 4. Jan. 1993  | 2024 |
| 26         | Wales                   | Karl Darlow       | 8. Okt. 1990  | 2023 |
| Abwehr     |                         |                   |               |      |
| 02         | England                 | Jayden Bogle      | 27. Juli 2000 | 2024 |
| 03         | Dominikanische Republik | Júnior Firpo      | 22. Aug. 1996 | 2021 |
| 05         | Niederlande             | Pascal Struijk    | 11. Aug. 1999 | 2020 |
| 06         | Wales                   | Joe Rodon         | 22. Okt. 1997 | 2023 |
| 25         | England                 | Sam Byram         | 16. Sep. 1993 | 2023 |
| 33         | Schweiz                 | Isaac Schmidt     | 7. Dez. 1999  | 2024 |
| 39         | Osterreich              | Maximilian Wöber  | 4. Feb. 1998  | 2023 |
| Mittelfeld |                         |                   |               |      |
| 04         | Wales                   | Ethan Ampadu      | 14. Sep. 2000 | 2023 |
| 08         | England                 | Joe Rothwell      | 11. Jan. 1995 | 2024 |
| 10         | Niederlande             | Joël Piroe        | 2. Aug. 1999  | 2023 |
| 11         | Vereinigte Staaten      | Brenden Aaronson  | 22. Okt. 2000 | 2022 |
| 22         | Japan                   | Ao Tanaka         | 10. Sep. 1998 | 2024 |
| 23         | Frankreich              | Josuha Guilavogui | 19. Sep. 1990 | 2024 |
| 44         | Bulgarien               | Ilia Gruev        | 6. Mai 2000   | 2023 |
| Sturm      |                         |                   |               |      |
| 07         | Wales                   | Daniel James      | 10. Nov. 1997 | 2021 |
| 09         | England                 | Patrick Bamford   | 5. Sep. 1993  | 2018 |
| 14         | Israel                  | Manor Solomon     | 24. Juli 1999 | 2024 |
| 17         | Belgien                 | Largie Ramazani   | 27. Feb. 2001 | 2024 |
| 19         | Spanien                 | Mateo Joseph      | 19. Okt. 2003 | 2023 |
| 29         | Italien                 | Wilfried Gnonto   | 5. Nov. 2003  | 2022 |
| 30         | England                 | Joe Gelhardt      | 4. Mai 2002   | 2020 |

### Top 10 nach Einsätzen und Toren
Eine komplette Auflistung aller Spieler von Leeds United findet sich in der Liste der Spieler von Leeds United.

(Stand: 1. Januar 2023; angegeben sind alle Pflichtspiele und -tore)
| Einsätze | Einsätze      | Einsätze            | Einsätze |
| -------- | ------------- | ------------------- | -------- |
| 1        | Jack Charlton | 1952–1973           | 773      |
| =        | Billy Bremner | 1959–1976           | 773      |
| 3        | Paul Reaney   | 1961–1978           | 747      |
| 4        | Paul Madeley  | 1962–1980           | 725      |
| =        | Norman Hunter | 1961–1976           | 726      |
| 6        | Peter Lorimer | 1962–1978 1983–1985 | 707      |
| 7        | Eddie Gray    | 1965–1984           | 579      |
| 8        | Gary Kelly    | 1991–2007           | 531      |
| 9        | Johnny Giles  | 1963–1975           | 527      |
| 10       | Gary Sprake   | 1962–1973           | 507      |

| Tore | Tore              | Tore                | Tore |
| ---- | ----------------- | ------------------- | ---- |
| 1    | Peter Lorimer     | 1962–1978 1983–1985 | 238  |
| 2    | John Charles      | 1947–1957 1962      | 157  |
| 3    | Allan Clarke      | 1969–1978           | 151  |
| 4    | Tom Jennings      | 1925–1931           | 117  |
| 5    | Billy Bremner     | 1959–1976           | 115  |
| 6    | Johnny Giles      | 1963–1975           | 114  |
| 7    | Mick Jones        | 1967–1975           | 111  |
| 8    | Charlie Keetley   | 1927–1934           | 110  |
| 9    | Jack Charlton     | 1952–1973           | 95   |
| 10   | Russell Wainscoat | 1925–1931           | 93   |

### Football League 100 Legends
Die folgenden ehemaligen Leeds-United-Spieler wurden zu den 100 besten Spielern Englands gewählt:
- Wilf Copping
- John Charles
- Johnny Giles
- Billy Bremner
- Norman Hunter
- Ian Rush
- Éric Cantona

### Liste der Trainer
- Dick Ray (1919–1920)
- Arthur Fairclough (1920–1927)
- Dick Ray (1927–1935)
- Billy Hampson (1935–1947)
- Willis Edwards (1947–1948)
- Franck Buckley (1948–1953)
- Raich Carter (1953–1958)
- Bill Lambton (1958–1959)
- Jack Taylor (1959–1961)
- Don Revie (1961–1974)
- Brian Clough (1974)
- Jimmy Armfield (1974–1978)
- Jock Stein (1978)
- Jimmy Adamson (1978–1980)
- Allan Clarke (1980–1982)
- Eddie Gray (1982–1985)
- Billy Bremner (1985–1988)
- Howard Wilkinson (1988–1996)
- George Graham (1996–1998)
- David O’Leary (1998–2002)
- Terry Venables (2002–2003)
- Peter Reid (2003)
- Kevin Blackwell (2004–2006)
- Dennis Wise (2006–2008)
- Gary McAllister (2008)
- Simon Grayson (2008–2012)
- Neil Warnock (2012–2013)
- Brian McDermott (2013–2014)
- Dave Hockaday (2014)
- Darko Milanič (2014)
- Neil Redfearn (2014–2015)
- Uwe Rösler (2015)
- Steve Evans (2015–2016)
- Garry Monk (2016–2017)
- Thomas Christiansen (2017–2018)
- Paul Heckingbottom (2018)
- Marcelo Bielsa (2018–2022)
- Jesse Marsch (2022–2023)
- Javi Gracia (2023)
- Sam Allardyce (2023)
- Daniel Farke (2023–)

## Ligazugehörigkeit
- 1919/20: Midland Football League
- 1920–1924: Football League Second Division
- 1924–1927: Football League First Division
- 1927/28: Football League Second Division
- 1928–1931: Football League First Division
- 1931/32: Football League Second Division
- 1932–1947: Football League First Division
- 1947–1956: Football League Second Division
- 1956–1960: Football League First Division
- 1960–1964: Football League Second Division
- 1964–1982: Football League First Division
- 1982–1990: Football League Second Division
- 1990–1992: Football League First Division
- 1992–2004: FA Premier League
- 2004–2007: Football League Championship
- 2007–2010: Football League One
- 2010–2020: Football League Championship / EFL Championship
- 2020–2023: Premier League
- 2023–2025: EFL Championship
- 2025–: Premier League

## Frauenfußball
Der Leeds United Ladies Football Club (kurz: Leeds United LFC) spielt in der FA Women’s Premier League Division One North, der vierthöchsten Spielklasse im englischen Frauenfußball.

### Geschichte
2000 erreichte der Verein erstmals das Finale um den Premier League Cup. Gegen Arsenal London unterlag man allerdings mit 5:1. Ein Jahr später gelang der Aufstieg in die erste Liga, wo man auf Anhieb den vierten Platz belegte. Zwei Jahre später belegte man erneut Rang vier im Endklassement. 2006 stand der Club im Finale des FA Women’s Cup. Erneut hieß der Gegner Arsenal London. Vor dem Spiel erhielt die Mannschaft von Leeds United-Legende Allan Clarke Schienbeinschoner, die denen ähnelten, die die Männer von Leeds United während des FA-Cup-Sieges 1972 trugen. Leider verfehlten die Glücksbringer ihre Wirkung, denn Arsenal gewann das Spiel mit 5:0. Leeds-Verteidigerin Lucy Ward brachte Arsenal durch ein Eigentor auf die Siegerstraße.
Die Frauen von Leeds United teilen sich ein Stadion mit dem Garforth Town AFC, einem Verein aus dem Osten von Leeds. Hauptsponsor des LFC ist EmpireDirect.co.uk. Der Verein ist auf die Gelder der Firma angewiesen, da der Leeds United-Vorsitzende Ken Bates Anfang des Jahrzehnts die Zuschüsse beschnitten hat. Die bekannteste Spielerin ist Sue Smith, die über zehn Jahren für die englische Nationalmannschaft spielte.

### Erfolge
- FA Women’s Premier League Northern Division

Sieger (1): 2000/01
- FA Women’s Premier League Cup

Sieger (1): 2010